# Copa de Vietnam
La Copa Nacional de Vietnam (en vietnamita: GIAI Bong Dja Copa Quốc gia), conocida por razones de patrocinio como Eximbank National Cup, es un torneo de fútbol por eliminación directa que se disputa anualmente en Vietnam, se llevó a cabo por primera vez en 1992 y es organizada por la Federación de Fútbol de Vietnam.
La entrada está abierta a todos los equipos que compiten en la V-League y en la Primera División Vietnamita. Los dos equipos que llegan a la final están exentos de las rondas preliminares de la competencia del próximo año. Los ganadores de la copa se clasifican para la Copa de la AFC. 
El campeón de la Copa más el campeón de la Liga Nacional disputan en un único partido la Supercopa de Vietnam.

## Finales de copa
| Temporada | Campeón                                  | Resultado                                | Finalista                                | Sede de la final                                        |
| --------- | ---------------------------------------- | ---------------------------------------- | ---------------------------------------- | ------------------------------------------------------- |
| 1992      | Cảng Sài Gòn                             | 1 – 1 (5-4 pen.)                         | Câu lạc bộ Quân đội                      | Estadio Thống Nhất, Ho Chi Minh                         |
| 1993      | Quang Nam-Da Nang                        | 2 – 1                                    | Tong Cuc Duong Sat                       | Estadio Chi Lăng, Đà Nẵng                               |
| 1994      | Song Be                                  | 1 – 0                                    | Cảng Sài Gòn                             | Estadio Thống Nhất, Ho Chi Minh                         |
| 1995      | Công an Hải Phòng                        | 1 – 0                                    | Công An Hà Nội                           | Estadio Hàng Đẫy, Hanói                                 |
| 1996      | Hải Quan                                 | 0 – 0 (6-5 pen.)                         | Cảng Sài Gòn                             | Estadio Thống Nhất, Ho Chi Minh                         |
| 1997      | Hải Quan                                 | 3 – 0                                    | Cảng Sài Gòn                             | Estadio Chi Lăng, Đà Nẵng                               |
| 1998      | Công An Hồ Chí Minh                      | 2 – 0                                    | Hải Quan                                 | Estadio Thống Nhất, Ho Chi Minh                         |
| 1999-00   | Cảng Sài Gòn                             | 2 – 1                                    | Công An Hồ Chí Minh                      | Estadio Thống Nhất, Ho Chi Minh                         |
| 2000-01   | Công An Hồ Chí Minh                      | 2 – 1                                    | Công An Hà Nội                           | Estadio Thống Nhất, Ho Chi Minh                         |
| 2001-02   | Sông Lam Nghệ An                         | 1 – 0                                    | Thùa Thiên Huế                           | Estadio Vinh, Vinh - Nghệ An                            |
| 2003      | Bình Ðịnh FC                             | 2 – 1                                    | Dong A Bank                              | Estadio Quy Nhơn, Quy Nhơn                              |
| 2004      | Bình Ðịnh FC                             | 2 – 0                                    | Câu lạc bộ Quân đội                      | Estadio Vinh, Vinh - Nghệ An                            |
| 2005      | Đồng Tâm Long An                         | 5 – 0                                    | Hải Phòng FC                             | Estadio Long An, Long An                                |
| 2006      | Hòa Phát Hà Nội                          | 2 – 1                                    | Đồng Tâm Long An                         | Estadio Ninh Bình, Ninh Binh                            |
| 2007      | Nam Định FC                              | 1 – 0                                    | Bình Ðinh FC                             | Estadio Ninh Bình, Ninh Binh                            |
| 2008      | Hà Nội ACB                               | 1 – 0                                    | Becamex Binh Duong                       | Estadio Hàng Đẫy, Hanói                                 |
| 2009      | SHB Ðà Nẵng                              | 1 – 0                                    | Thể Công                                 | Estadio Hàng Đẫy, Hanói                                 |
| 2010      | Sông Lam Nghệ An                         | 1 – 0                                    | Hoàng Anh Gia Lai                        | Estadio Thống Nhất, Ho Chi Minh                         |
| 2011      | Navibank Saigon FC                       | 3 – 0                                    | Sông Lam Nghệ An                         | Estadio Thống Nhất, Ho Chi Minh                         |
| 2012      | Xuan Thanh Saigon FC                     | 4 - 1                                    | Hà Nội T&T                               | Estadio Thống Nhất, Ho Chi Minh                         |
| 2013      | Vissai Ninh Binh                         | 1 – 1 (6-5 pen.)                         | SHB Ðà Nẵng                              | Estadio Chi Lăng, Đà Nẵng                               |
| 2014      | Hải Phòng FC                             | 2 – 0                                    | Becamex Binh Duong                       | Estadio Lạch Tray, Hải Phòng                            |
| 2015      | Becamex Binh Duong                       | 4 – 2                                    | Hà Nội T&T                               | Estadio Gò Đậu, Bình Dương                              |
| 2016      | Than Quảng Ninh                          | 4 – 4 2 – 1                              | Hà Nội T&T                               | Estadio Cẩm Phả, Quảng Ninh Estadio Hàng Đẫy, Hà Nội    |
| 2017      | Sông Lam Nghệ An                         | 2 – 1 5 – 1                              | Becamex Binh Duong                       | Estadio Gò Đậu, Bình Dương Estadio Vinh, Vinh - Nghệ An |
| 2018      | Bình Dương FC                            | 3 – 1                                    | FLC Thanh Hóa                            | Tam Kỳ Stadium, Tam Kỳ                                  |
| 2019      | Hà Nội FC                                | 2 – 1                                    | Quảng Nam FC                             | Tam Kỳ Stadium, Tam Kỳ                                  |
| 2020      | Hà Nội FC                                | 2 – 1                                    | Viettel FC                               | Estadio Hàng Đẫy, Hanói                                 |
| 2021      | No disputada por la Pandemia de COVID-19 | No disputada por la Pandemia de COVID-19 | No disputada por la Pandemia de COVID-19 |                                                         |
| 2022      | Hà Nội FC                                | 2 – 0                                    | Binh Dinh FC                             | Estadio Hàng Đẫy, Hanói                                 |
| 2023      | Đông Á Thanh Hóa                         | 0 – 0 (5-3 pen)                          | Viettel FC                               | Thanh Hóa Stadium, Thanh Hóa                            |
| 2023-24   | Đông Á Thanh Hóa                         | 0 – 0 (9-8 pen)                          | Hà Nội FC                                | Thanh Hóa Stadium, Thanh Hóa                            |

## Títulos por club
| Club                                            | Campeón | 2° | Años campeón     |
| ----------------------------------------------- | ------- | -- | ---------------- |
| Bình Dương FC (Song Be)                         | 3       | 3  | 1994, 2015, 2018 |
| Sông Lam Nghệ An                                | 3       | 1  | 2002, 2010, 2017 |
| Hà Nội FC (Hà Nội T&T)                          | 3       | 4  | 2019, 2020, 2022 |
| Ho Chi Minh City FC (Cảng Sài Gòn)              | 2       | 3  | 1992, 2000       |
| Bình Ðịnh FC                                    | 2       | 2  | 2003, 2004       |
| Hải Quan †                                      | 2       | 1  | 1996, 1997       |
| Ho Chi Minh City Police (Công An Hồ Chí Minh) † | 2       | 1  | 1998, 2001       |
| Ðà Nẵng FC (SHB Ðà Nẵng)                        | 2       | 1  | 1993, 2009       |
| Hải Phòng FC                                    | 2       | 1  | 1995, 2014       |
| Đông Á Thanh Hóa                                | 2       | 1  | 2023, 2024       |
| Hà Nội FC (Công An Hà Nội & Hanoi ACB) †        | 1       | 2  | 2008             |
| Đồng Tâm Long An                                | 1       | 1  | 2005             |
| Hòa Phát Hà Nội †                               | 1       | -  | 2006             |
| Nam Định FC                                     | 1       | -  | 2007             |
| Navibank Saigon FC †                            | 1       | -  | 2011             |
| Xuan Thanh Saigon FC †                          | 1       | -  | 2012             |
| Vissai Ninh Binh FC †                           | 1       | -  | 2013             |
| Than Quảng Ninh FC                              | 1       | -  | 2016             |
| The Cong-Viettel FC (Câu lạc bộ Quân đội)       | -       | 5  | -----            |
| Hoàng Anh Gia Lai                               | -       | 1  | -----            |
| Tong Cuc Duong Sat                              | -       | 1  | -----            |
| Thùa Thiên Huế                                  | -       | 1  | -----            |
| Dong A FC †                                     | -       | 1  | -----            |
| Quảng Nam FC                                    | -       | 1  | -----            |

- † Equipo desaparecido.